# Грабар Костянтин
Костянтин Леонтинович Грабар (нар. 15 серпня 1877 — пом. 21 грудня 1938) — священник, мистецтвознавець, громадський і політичний діяч Закарпаття, третій Губернатор Підкарпатської Руси

## Життєпис

### Раннє життя
Костянтин Грабар народився у місті Ужгород (Унґвар), Угорське Королівство у складі Австро-Угорщини 15 серпня 1877 року у сім'ї священників. Його батько Леонтин Грабар був грекокатолицьким священником у селі Дубровка, а мати Гелена Мондок була дружиною Ужгородського канонника Івана Мондока. Ходив до школи в Унґварі, а з Гімназії у 1895 році був відправлений до міста Естергом у духовну семінарію єпископом Юлієм Фірцаком, де той провчився до 1898 року. Закінчив духовну освіту в Ужгороді, потім був попом у Лучках (1901-1908) і Дубровці (1908-1921).

### Політичне життя
У лютому 1919 Грабар був обраний послом до Сойму Руської Країни, автономної територіальної одиниці Угорської Радянської Республіки, створеної у грудні 1918. У березні 1919 на останньому засіданні разом із товаришами добився вимоги до Угорської влади остаточно визначити кордони автономної республіки Руська Країна за 8 днів. Після цього у республіці стався комуністичний переворот, і Грабар перейшов до Центральної Руської Народної Ради, яка вже і визначила дійсними результати плебісциту карпатських русинів у США і прилучила край до Чехословаччини за його результатами уже 8 травня 1919 року, також був членом делегації, що повезла до Праги декларацію русинської ради. Уже 10 вересня 1919 року за Сен-Жерменським Договором Закарпаття було офіційно прилучено до Чехословаччини як автономний край (Що було закріплено у Конституції держави), втім даний статус не був фактично уведений аж до 1938 року, і республіку можна було вважати такою-ж, як і Богемія чи Моравія адміністративною одиницею. 

### Банківська кар'єра
З 1921 року Грабар залишив релігійне життя і подався у банківську кар'єру. Він став директором Підкарпатського Банку, що мав філії у Мукачеві, Хусті, Рахові і Пряшеві (Який був частиною Словаччини, але тісно пов'язаний з закарпатськими українцями і до сьогодні), був також членом Кошицької Торгової і Промислової Комори. Тисяча дев'ятсот двадцять третього року став членом Муніципальної Управи міста Ужгород, а з 1928 обіймав посаду його старости (Мера). За мерства Грабаря Ужгород перетворився із відносно провінційного міста до адміністративного центру європейського рівня (На той час Ужгород був центром Підкарпатської Руси). За участи Костянтина Леонтовича активно був розбудований урядовий квартал Галагов, була розвинута система каналізації і водопровід, почав роботу Ужгородський аеропорт і електростанція. 

### Губернаторство
Починаючи з 1925 року був членом провладної Аграрної Партії, що дотримувалась прочехословацьких ідей. 15 лютого 1935 року Президент Чехословацької Республіки Томаш Масарик призначив Грабара губернатором Підкарпатської Руси, а першого березня той склав присягу.
За Губернаторства в Ужгороді з'явились помпезні будівлі Крайового Уряду, при цьому на усій території Підкарпатської Руси розвивалося шкільництво, книговидання, будувалися школи, лікарні і адміністративні будівлі разом із житловими будинками. Розвивалось транспортне сполучення.

### Кінець кар'єри і смерть
Мюнхенська угода зірвала багато планів не тільки Чеськословацького, а і Підкарпатського урядів. Головні сили Європи у виді Німеччини, Італії, Франції і Великої Британії вирішили долю Чехословаччини, віддавши німцям Судетську область, а потім і вся Чехословаччина була розділена. Дев'ятого жовтня 1938 Грабар відмовився від посту Губернатора, другого листопада Підкарпатська Русь була позбавлена Ужгорода і Мукачева на користь Угорщини, а потім після створення Карпатської України, очолюваної Августином Волошиним і іншими членами УНО 21 грудня 1938 року Костянтин Грабар пішов на той світ у родинному маєтку у селі Чертеж, окупованому мадярськими військами.